# موتینین
موتینین (به چکی: Mutěnín) یک منطقهٔ مسکونی در جمهوری چک است که در ناحیه دوماژلیتسه واقع شده‌است. موتینین ۱۵٫۴۸ کیلومتر مربع مساحت و ۲۴۶ نفر جمعیت دارد و ۴۹۲ متر بالاتر از سطح دریا واقع شده‌است.